# Roger Scruton
Sir Roger Vernon Scruton  (/ˈskruːtən/; sinh ngày 27 tháng 2 năm 1944 – mất ngày 12 tháng 1 năm 2020) là một nhà triết học và nhà văn người Anh chuyên về mỹ học và triết học chính trị, đặc biệt là trong việc tiếp tục quan điểm bảo thủ truyền thống.
Sir Roger là một hiện tượng về nhân vật cao quý trong triết học hiện đại với danh tiếng toàn cầu. Ông thường xuyên viết các bài báo và tiểu luận cho các ấn phẩm như The New Statesman, The American Spectator, The New Criterion và The New Atlantis, nơi ông là biên tập viên đóng góp. Ông cũng là biên tập viên của The Salisbury Review  từ khi thành lập năm 1982 cho đến năm 2001.

## Tiểu sử và sự nghiệp

### Tiếu sử
Roger Scruton sinh ra ở Buslingthorpe thuộc Hạt Lincolnshire bởi John "Jack" Scruton, một giáo viên đến từ Manchester, và Beryl Claris Scruton (née Haynes). Ông lớn lên và trưởng thành cùng hai chị gái của mình ở tại vùng High Wycombe và Marlow, Buckinghamshire. Họ Scruton đã được mua lại bởi gia đình.
Tên thật trong giấy khai sinh của cha ông là Matthew Lowe, được đặt theo tên bà cố của Roger Scruton, là Margaret Lowe; tuy nhiên, tài liệu không đề cập đến người cha này. Về phía cha của ông, là Jack đã được nuôi nấng trong một khu nhà liền kề trên đường Upper Cyrus, một khu vực nội thành của Manchester, và giành được một học bổng cho High School Manchester, một học ngữ pháp.
Sir Scruton kể lại với nhật báo The Guardian rằng cha ông ghét tầng lớp thượng lưu và yêu vùng nông thôn, trong khi mẹ ông là Beryl tiếp đãi "những người bạn lam lũ" và thích tiểu thuyết lãng mạn. Ông đã mô tả mẹ mình là người "ấp ủ một lý tưởng về cách cư xử lịch sự và sự khác biệt trong xã hội mà... cha của ông đặt ra với sự thích thú đáng kể để phá hủy".
Cha của ông đã nuôi dạy ít nhất một trong những người con trai của mình hoàn toàn sử dụng tiếng Hy Lạp cổ điển để làm ngôn ngữ chính trong ít nhất một phần cuộc đời trẻ thơ của đứa trẻ Nhà Scruton. Điều này theo ví dụ của John Stuart Mill, với hy vọng rằng một ngày nào đó những đứa trẻ sẽ được hưởng những lợi ích so với của một "tuổi thơ thực sự thiếu thốn".

## Quan điểm triết học

### Tính thẩm mỹ
Dẫn theo lời Paul Guyer, tác giả của cuốn Lịch sử thẩm mỹ hiện đại Thế kỷ 20 (A History of Modern Aesthetics: The Twentieth Century), đã nói rằng: "Sau Wollheim, chuyên gia thẩm mỹ người Anh quan trọng nhất vẫn thuộc về Roger Scruton."
Sir Roger được đào tạo về triết học phân tích, mặc dù ông đã bị thu hút bởi các thứ truyền thống khác. "Tôi vẫn bị ấn tượng bởi vẻ ngoài mỏng manh và khô héo mà mọi người cho là Triết học" — ông viết vào năm 2012 — "khi thẩm mỹ học rời xa nghệ thuật và văn học, điều đó khiến tôi không thể mở một cuốn tạp chí như Mind hay The Philosophical Review mà không bị chìm ngay lập tức. Trái tim tôi giống như mở một cánh cửa vào nhà xác."
Sir Roger chuyên về mỹ học trong suốt sự nghiệp của mình. Từ năm 1971 đến năm 1992, Sir Roger dạy môn thẩm mỹ học tại trường Birkbeck College. Luận án Tiến sĩ của ông đã hình thành nền tảng cho cuốn sách đầu tiên là Nghệ thuật và Trí tưởng tượng (1974), trong đó Roger lập luận rằng "một điều để phân biệt việc thưởng thức tính thẩm mỹ với các loại hình khác là nó liên quan đến việc đánh giá cao thứ gì đó vì lợi ích của chính nó". Sau đó, Sir Roger xuất bản cuốn The Aesthetic of Architecture vào năm 1979, The Aesthetic Understanding (1983), Thẩm mỹ của Âm học (1997), và Bàn về Cái đẹp (2010).
Năm 2008, một hội nghị diễn ra trong hai ngày được tổ chức tại Đại học Durham để đánh giá tác động của Scruton trong lĩnh vực này, và vào năm 2012, một bộ sưu tập các bài luận về Thẩm mỹ học trong cái nhìn của Scruton (Scruton's Aesthetic), do Andy Hamilton và Nick Zangwill biên tập, và được xuất bản bởi Palgrave Macmillan.

## Giải thưởng
Vì công việc của mình với Tổ chức Giáo dục Jan Hus ở Cộng sản Tiệp Khắc, Sir Scruton đã được trao Giải Nhất tháng 6 năm 1993 bởi thành phố Plzeň của Séc. Năm 1998, Tổng thống Václav Havel của Cộng hòa Séc đã tặng ông Huân chương Công trạng (hạng Nhất).
Tại Vương quốc Anh, Sir Scruton được phong tước Hiệp sĩ trong Vinh danh sinh nhật Nữ hoàng năm 2016 vì "các hoạt động phục vụ ngành triết học, giảng dạy và giáo dục công". Gia đình của Sir Scruton đã đi cùng ông tới buổi lễ và được thực hiện bởi Thái tử Charles tại Cung điện Buckingham. Trong số nhiều danh hiệu khác của mình, ông là người nhận Giải thưởng Sappho năm 2016 từ Hiệp hội Ngôn ngữ Tự do Đan Mạch.
Tổng thống Ba Lan Andrzej Duda đã trao tặng Sir Scruton Huân chương Công trạng lớn của Cộng hòa Ba Lan vào tháng 6 năm 2019 "vì đã hỗ trợ quá trình chuyển đổi dân chủ ở Ba Lan".
Vào tháng 11 cùng năm đó, Thượng viện của Quốc hội Séc đã trao cho ông một Huy chương Bạc vì công việc ủng hộ những người bất đồng chính kiến ở Séc. Cũng trong một buổi lễ tham dự ở Luân Đôn vào tháng 12, Thủ tướng Hungary Viktor Orbán đã trao tặng Sir Scruton giải Huân chương Công trạng Hungary với Huy hiệu Thập tự giá.
- 1998: Huân chương Công đức hạng nhất của Cộng hòa Séc.
- 2015: Cử nhân Hiệp sĩ.
- 2019: Hạng Nhất của Huân chương Đại Thập tự giá của Cộng hòa Ba Lan.
- 2019: Thập tự giá bạc (giữa) của Huân chương Công đức của Cộng hòa Hungary.

## Công việc
Tiểu thuyết và truyện ngắn: Phi hư cấu
- Art And Imagination: A Study in the Philosophy of Mind (London: Routledge & Kegan Paul, 1974)
- The Aesthetics of Architecture (Princeton: Princeton University Press, 1979)
- The Meaning of Conservatism (1980)
- The Politics of Culture and Other Essays (Manchester: Carcanet Press, 1981)[16]
- A Short History of Modern Philosophy (1982)
- A Dictionary of Political Thought (1982)
- The Aesthetic Understanding: Essays in the Philosophy of Art and Culture (Manchester: Carcanet Press, 1983)[17]
- Kant (1982)
- Untimely Tracts (1985)
- Thinkers of the New Left (1985)
- Sexual Desire: A Moral Philosophy of the Erotic (1986)
- Spinoza (1987)
- A Land Held Hostage: Lebanon and the West (1987)
- Conservative Thinkers: Essays from The Salisbury Review (1988)
- Philosopher on Dover Beach: Essays (Manchester: Carcanet Press, 1990)[18]
- Conservative Texts: An Anthology (ed.) (1992)
- Modern Philosophy: A Survey (London: Sinclair-Stevenson, 1994)[19]
- The Classical Vernacular: Architectural Principles in an Age of Nihilism (1995)
- An Intelligent Person's Guide to Philosophy (1996); republished as Philosophy: Principles and Problems (2005)
- The Aesthetics of Music (1997)
- On Hunting (1998)
- An Intelligent Person's Guide to Modern Culture (1998); republished as Modern Culture (2005)
- Spinoza (1998)
- Animal Rights and Wrongs (2000)
- England: An Elegy (2001)
- The West and the Rest: Globalisation and the Terrorist Threat (2002)
- Death-Devoted Heart: Sex and the Sacred in Wagner's Tristan und Isolde (Oxford University Press, 2004)
- News From Somewhere: On Settling (2004)
- The Need for Nations (2004)
- Gentle Regrets: Thoughts from a Life (Continuum, 2005)
- A Political Philosophy: Arguments for Conservatism (2006)
- Immigration, Multiculturalism and the Need to Defend the Nation State (2006)
- Culture Counts: Faith and Feeling in a World Besieged (Encounter Books, 2007)
- Dẫn luận về Cái đẹp (Beauty - 2009)
- I Drink Therefore I Am: A Philosopher's Guide to Wine (2009)
- Understanding Music (2009)
- The Uses of Pessimism: And the Danger of False Hope (2010)
- Liberty and Civilization: The Western Heritage (2010)
- Green Philosophy: How to Think Seriously About the Planet (2011); revised and republished as How to Think Seriously About the Planet: The Case for an Environmental Conservatism (2012)
- The Face of God: The Gifford Lectures (2012)
- Our Church: A Personal History of the Church of England (2012)
- The Soul of the World (2014)
- How to Be a Conservative (2014)
- Fools, Frauds and Firebrands: Thinkers of the New Left (2015)
- The Ring of Truth: The Wisdom of Wagner's Ring of the Nibelung (2016)
- Conversations with Roger Scruton (2016)
- Where We Are (2017)
- Confessions of a Heretic: Selected Essays (2017)
- On Human Nature (2017)
- Conservatism: An Invitation to the Great Tradition (2017)

Viễn tưởng
- Fortnight's Anger: a novel (1981)
- Francesca: a novel (1991)
- A Dove Descending and Other Stories (1991)
- Xanthippic Dialogues (1993)
- Perictione in Colophon: Reflections of the Aesthetic Way of Life (2000)
- Notes from Underground (2014)
- The Disappeared (2015)
- Souls in the Twilight: Stories of Loss (2018)

Opera
- The Minister (1994).
- Violet (2005)

Truyền hình
- Why Beauty Matters (BBC Two, 2009)